# Buseoksa
El Buseoksa (en alfabeto Hangul: 부석사, en Hanja: 浮石寺) es un templo budista en Yeongju, Corea del Sur. Se fundó por el gran monje Uisang en 676 durante reino de Silla. La letra “buseok” significa «piedra flotante».
La escuela Huayan coreana fue muy celebrada aquí por las conferencias de Uisang, que más tarde fue llamado el erudito respetado de Buseok y la escuela también ganó su nombre de la escuela Buseok. Reconstruido en 1376, el templo alberga un edificio, la Muryangsujeon, que es el segundo más antiguo edificio de madera en Corea del Sur.
En 1372, se restablecieron gran mayoría de anexos por el monje Won-eung, bajo el reinado de Gongmin de Goryeo.  Algunos edificios de la época de Goryeo permanecen hasta ahora, uno de ellos, el edificio principal llamado Murangsujeon situada en el nivel más alto, donde se adoraba a Amitābha. El templo conserva cinco tesoros nacionales surcoreanos y otros patrimonios culturales.

## Historia
Cuando el fundador, Uisang construyó el templo, habían aparecido muchos conflictos en las normas del budismo coreano. Se quería establecer el budismo por la armonía entre la gente y en la sociedad.
Durante la dinastía Goryeo, el templo se llamó Seondal o Heung-gyo. Un documento se descubrió en 1916, diciendo que la Muryangsujeon (edificio) había sido reconstruida en los primeros años de Goryeo, mientras que los mongoles quemaron parte del templo en 1358. Luego se construyó en 1376-77.

## Galería

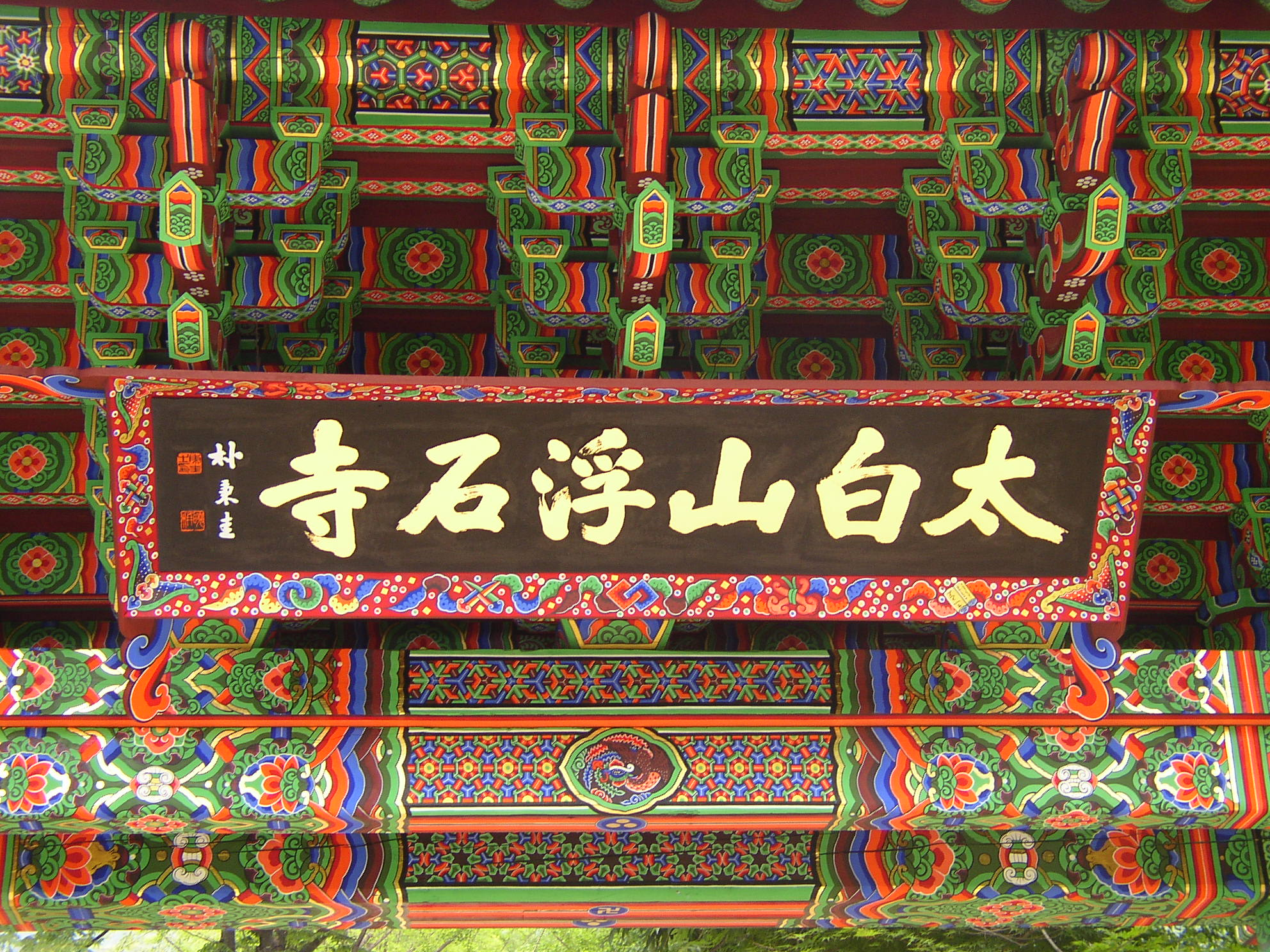
La puerta principal llamada Ilju.
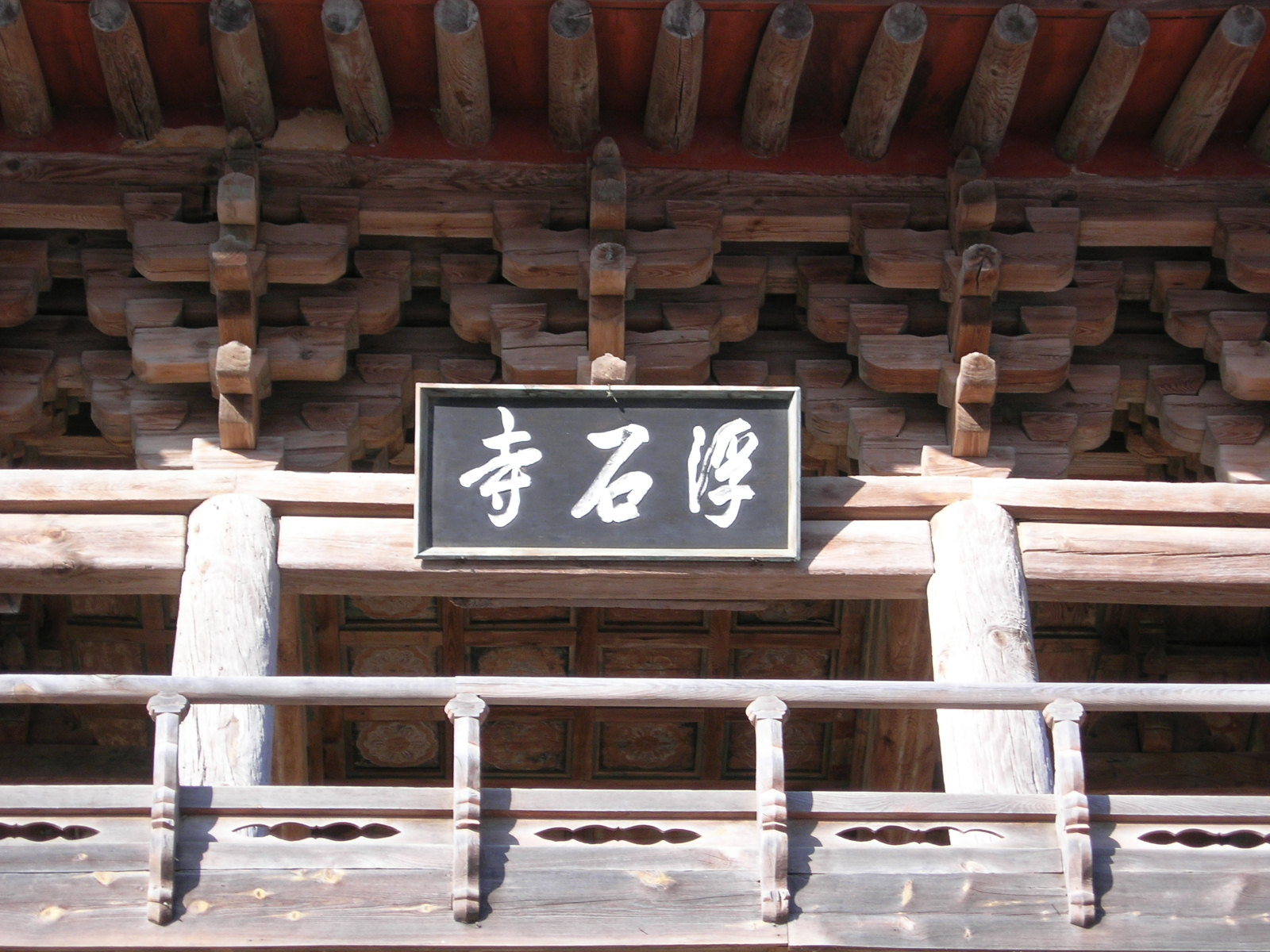
El letrero del templo que se escribió por el presidente surcoreano Syngman Rhee.